# Finnvox
Finnvox Studios es un estudio de grabación finlandés situado en Helsinki. Se considera el estudio más grande y más famoso de Finlandia y es especialmente popular entre las bandas de heavy metal.

## Desarrollo
En 1965, el estudio "A" de Finnvox Studios fue fundado con una grabadora de 4 pistas. Fue el primer estudio en Finlandia especializado en la grabación. Hasta 1997, el estudio también produjo auto-vinilos y disco de vinilos. En 1967, el B y C fueron estudios abiertos. En Posteriormente en 1969 se compró una grabadora de 8 pistas. A partir de 1974 también se produjeron y se reprodujeron cintas en los estudios Finnvox. En los años 1980, 1988, 1993, 1997 y 1999, otros estudios fueron abiertos.

## Descripción
Hoy en día Finnvox Studios consta de ocho estudios, cinco para las fotografías y tres para la masterización. Uno de los estudios de grabación está especializado en la grabación de voces. En los últimos años, la producción está en 5.1, formato que se ha convertido cada vez más importante. Finnvox Studios está dirigido por Risto Hemmi y Minkku Peltonen. El edificio consta de dos plantas, con una superficie de 2000 metros cuadrados.

## Miembros destacados
- Juha Laakso
- Pedro Hietanen
- Mika Jussila
- Pauli Saastamoinen
- Arto Tuunela

## Bandas destacadas
- Amorphis
- Apocalyptica
- Bomfunk MC's
- Cain's Offering
- Children Of Bodom
- Edguy
- Eluveitie
- Ensiferum
- Finntroll
- HIM
- Lordi
- Moonspell
- Nightwish
- Stratovarius
- Tiamat
- Värttinä
- Wintersun
- WarCry